# 柄本時生
柄本 時生（えもと ときお、1989年10月17日 - ）は、日本の俳優。東京都出身。左利き。ノックアウト所属。
元妻は女優の入来茉里。

## 来歴
1989年、俳優の柄本明と女優の角替和枝の次男として生まれ、世田谷区下北沢で育つ。上に姉と兄がいる3人姉弟の末っ子で、兄が俳優の柄本佑、姉が映画関係の仕事をしている。2003年、佑が受けられなかったオーディションを代わりに受け合格し、オムニバス映画Jam Films S『すべり台』で俳優デビューする。2008年、『俺たちに明日はないッス』で映画初主演。佑とともに演劇ユニット『ET×2』を結成する。
2010年、テレビドラマ『Q10』（日本テレビ）では父親の柄本明と親子役で共演。翌年の2011年、連続テレビ小説『おひさま』（NHK総合）ではヒロインの陽子に密かに想いを寄せる幼馴染のタケオを演じ、母親の角替和枝とも親子役で共演する。この作品では、後に兄の柄本佑の妻となる安藤サクラとも夫婦役を演じている。2016年、『初恋芸人』（NHK BSプレミアム）で連続テレビドラマ初主演。2015年ごろから毎年メンズブランド『フィンガリン』のルックモデルを務める。
私生活では、2008年放送のドラマ『私は一本の木に恋をした』（福岡放送）での共演で知り合い、友人関係を経て2019年秋より結婚を前提に交際していた女優の入来茉里と、入来の30歳の誕生日となる2020年2月16日に婚姻届を提出し結婚、翌2月17日に所属事務所を通じてファクスで発表した。挙式ならびに披露宴は未定であった。
2022年6月1日、入来と離婚していたことが明らかにされた。

## 人物
母が沢田研二が好きで息子が生まれたら名前は「TOKIO」にちなんで「トキオ」にしようと決めていたところ、兄が生まれてきたときに「こいつの顔はトキオじゃねえ」となり、弟の時生にこの名前がついた。
高校2年生の時から下北沢の居酒屋でアルバイトをしており、それからずっとアルバイト先では在籍扱いとなっているという。食べていけないときに支えてくれたその店を辞めることが出来ず、店側も真面目に働く柄本を辞めさせるわけにはいかず、定期的に皿洗いのアルバイトに行っている。
2023年2月に行われたタレントパワーランキングによる「30代実力派俳優ランキング」において、2位を獲得。兄である柄本佑は5位、義姉である安藤サクラは1位にそれぞれランクインしている。

## 出演

### テレビドラマ
- ドラマW 4TEEN（2004年7月25日、WOWOW） - ダイ 役
- 大河ドラマ（NHK総合）
  - 功名が辻（2006年） - 後陽成天皇 役[注 1]
  - 八重の桜（2013年9月15日 - 12月15日） - 金森通倫 役
  - いだてん〜東京オリムピック噺〜（2019年） - 万朝 役
- 慶次郎縁側日記3 第4話（2006年11月、NHK総合） - 早太 役
- 土曜プレミアム 硫黄島〜戦場の郵便配達〜（2006年12月9日、フジテレビ）
- すみれの花咲く頃（2007年1月8日、NHK BShi） - 久保純一 役
- 探偵学園Q 第1話（2007年7月3日、日本テレビ） - 手塚章 役
- チチ、カエル〜ボクとオカマの夏休み（2008年10月、フジテレビ） - 高木蘭丸 役
- トリハダ4〜夜ふかしのあなたにゾクッとする話を 第1話「恐怖は常にあなたの隣りに」（2008年10月9日、フジテレビ）
- 銭ゲバ 第4・5・6・最終話（2009年2月 - 3月、日本テレビ） - 枝野良夫 役
- 東京少女真野恵里菜 第3話「甘い罠にご用心」（2009年2月21日、BS-i） - 島崎正樹 役
- 古代少女ドグちゃん（2009年10月 - 12月、毎日放送） - 門間慎太郎 役
- 傍聴マニア09〜裁判長!ここは懲役4年でどうすか〜 第7話（2009年12月3日、読売テレビ・日本テレビ） - 根岸徹 役
- しぇいけんBABY! -Shakespeare Syndrome-（2010年1月3日、フジテレビ） - 鹿取タクヲ 役
- 相棒 Season 8 第16話（2010年2月17日、テレビ朝日） - 岡本賢治 役
- ハンチョウ〜神南署安積班〜シリーズ2 第7話（2010年2月22日、TBS） - 水谷宏也 役
- 科捜研の女 第10シリーズ 第5話（2010年8月12日、テレビ朝日） - 今村尚之 役
- Q10（2010年10月16日 - 12月11日、日本テレビ） - 藤丘誠 役
- プロポーズ兄弟〜生まれ順別 男が結婚する方法〜 第1夜（2011年2月21日、フジテレビ） - 小嶋鉄平 役
- 連続テレビ小説 おひさま（2011年4月 - 9月、NHK総合） - 宮本タケオ 役
- 陽はまた昇る 第1話（2011年7月21日、テレビ朝日） - 吉岡博彦 役
- 南極大陸（2011年10月、TBS）
- カレ、夫、男友達（2011年11月 - 12月、NHK総合） - 小宮山信二 役
- 野田ともうします。 シーズン2 第6話「さあ、新しい仲間をむかえましょう」（2011年11月10日、NHKワンセグ2） - 磯山二郎（磯山くん） 役
- もう誘拐なんてしない（2012年1月3日、フジテレビ） - 菅田敏明 役
- 理想の息子（2012年1月 - 3月、日本テレビ） - 羽生義和 役
- ハンチョウ〜警視庁安積班〜シリーズ5 第3話（2012年4月23日、TBS） - 津久見大地 役
- ビギナーズ!（2012年7月 - 9月、TBS） - 山根省吾 役
- 最終特快（2013年3月21日、NHK総合）
- 大岡越前（2013年3月 - 5月、NHK BSプレミアム） - 勘太 役
  - 大岡越前スペシャル〜大波乱!宿命の白洲〜（2023年12月29日、NHK BS・BSプレミアム4K）[16]
  - 大岡越前7（2024年6月23日 - 8月11日、NHK BS・BSプレミアム4K）[17]
  - 大岡越前8（2025年6月8日 - 、NHK BS・BSプレミアム4K）[18]
- みんな!エスパーだよ!（2013年4月 - 6月、テレビ東京） - ヤス 役
- ほんとにあった怖い話 夏の特別編2013 「Xホスピタル」（2013年8月17日、フジテレビ） - 高田亮 役
- 水曜ミステリー9 多摩南署たたき上げ刑事・近松丙吉11 「雨に迷う死者」（2013年8月21日） - 中石暁 役
- 金田一耕助VS明智小五郎（2013年9月23日、フジテレビ） - 音吉 役
- 刑事のまなざし 第6話（2013年11月11日、TBS） - 高木尚人 役
- 影武者 徳川家康（2014年1月2日） - 小早川秀秋 役
- 福家警部補の挨拶（2014年1月 - 3月、フジテレビ） - 二岡 役
- 死神くん 第3話（2014年5月2日、テレビ朝日） - 桐嶋譲二 役
- 牙狼-GARO- -魔戒ノ花- 第9話（2014年5月30日、テレビ東京） - ミキモト 役
- ゼロの真実〜監察医・松本真央〜 第2話（2014年7月24日、テレビ朝日） - 狭川明 役
- 本棚食堂（2014年8月18日・25日、NHK BSプレミアム） - 山田二郎 役
- テレビ未来遺産“終戦69年”ドラマ特別企画 遠い約束〜星になったこどもたち〜(2014年8月25日、TBS） - 中山勇 役
- 罪人の嘘（2014年8月31日 - 9月28日、WOWOW） - 有村弘人 役
- 大江戸捜査網2015〜隠密同心、悪を斬る!（2015年1月2日、テレビ東京） - 榊原長庵 役
- 太鼓持ちの達人〜正しい××のほめ方〜（2015年1月12日 - 3月30日、テレビ東京） - 越野銀二 役
- 保育探偵25時〜花咲慎一郎は眠れない!!〜 第5話（2015年2月13日、テレビ東京） - クラブ・リアムのボーイ 役
- ジゴロinシェアハウス（2015年3月15日 - 29日、TBSチャンネル） - 野添十郎 役
- 神谷玄次郎捕物控2 第7話（2015年5月15日、NHK BSプレミアム） - 辰三 役
- 本棚食堂（2015年7月・10月、NHK BSプレミアム） - 山田二郎 役
- ど根性ガエル 第4話（2015年8月1日、日本テレビ） - モグラ 役[19]
- 監獄学園-プリズンスクール-（2015年10月 - 12月、毎日放送） - 諸葛岳人 役
- BARレモン・ハート 第2話（2015年10月12日、BSフジ） - トシちゃん 役
- 赤めだか（2015年12月28日、TBS） - 立川談かん 役[20]
- 初恋芸人（2016年3月 - 4月、NHK BSプレミアム） - 主演・佐藤賢治 役[8]
- ダメな私に恋してください 最終話（2016年3月15日、TBS） - 変態 役
- 昼のセント酒（2016年4月 - 6月、テレビ東京） - 大西大輔 役[21][22]
- 侠飯〜おとこめし〜（2016年7月 - 9月、テレビ東京） - 若水良太 役[23]
- 神の舌を持つ男 第4話（2016年7月29日、TBSテレビ） - 赤池辰也 役
- AKBラブナイト 恋工場 第33話「結婚の理由」（2016年8月25日、テレビ朝日） - 拓郎 役[24]
- 運命に、似た恋（2016年9月 - 11月、NHK総合） - 倉田レオン 役
- 夏目漱石の妻（2016年9月 - 10月、NHK総合） - 小宮豊隆 役
- 勇者ヨシヒコと導かれし七人 第5話（2016年11月5日、テレビ東京） - テレート 役
- ダメ父ちゃん、ヒーローになる! 崖っぷち!人情広告マン奮闘記（2016年12月29日、テレビ東京） - 村崎 役[25]
- 増山超能力師事務所（2017年1月 - 3月、日本テレビ） - 中井健 役[26]
- 愛してたって、秘密はある。（2017年7月 - 9月、日本テレビ） - 山田隆也 役
- ハロー張りネズミ 最終話（2017年9月15日、TBS） - 権田辰夫 役
- コートダジュールN゜10 第4話「センチメンタルジャーニー」（2017年12月11日、WOWOW） - 河野けいすけ 役[27]
- 三島由紀夫 命売ります episode7 「笑うマジシャン」（2018年3月3日、BSジャパン） - バルーン修平 役
- 宮本から君へ（2018年4月6日 - 6月30日、テレビ東京） - 田島薫 役
- 絶対零度〜未然犯罪潜入捜査〜（2018年7月9日 - 9月10日、フジテレビ） - 南彦太郎 役[28]
  - 絶対零度〜未然犯罪潜入捜査〜（第2シリーズ）第1話（2020年1月6日）
  - 絶対零度〜未然犯罪潜入捜査〜 AFTER STORY（2020年3月23日）
- 透明なゆりかご 第8話 （2018年9月7日、NHK総合） - 望月広紀 役
- 誘拐法廷〜セブンデイズ〜（2018年10月7日、テレビ朝日） - 国光瑛二 役
- さくらの親子丼2（2018年12月1日 - 2019年1月26日、東海テレビ・フジテレビ） - 川端哲也 役
- BS笑点ドラマスペシャル（BS日テレ） - 初代 林家木久蔵 役
  - 第2作「五代目 三遊亭圓楽」（2019年1月12日）
  - 第3作「初代 林家木久蔵」（2020年1月11日） - 主演
- 家売るオンナの逆襲 第5話（2019年2月6日、日本テレビ） ‐ 田部竜司 役
- わたし、定時で帰ります。（2019年4月16日 - 6月25日、TBS） - 吾妻徹 役[29]
- ルパンの娘 第10話（2019年9月19日、フジテレビ） ‐ 三雲巌（青年期） 役
- 臨床犯罪学者 火村英生の推理2019「ABCキラー」編（2019年9月29日、日本テレビ） - 片桐光雄 役
- 死役所 第9話（2019年12月11日、テレビ東京） - 寺井修斗 役[30]
- アリバイ崩し承ります（2020年2月1日 - 3月14日、テレビ朝日） - 樋口秀人 役[31]
- リモートで殺される（2020年7月26日、日本テレビ） - 藤原太 役[32]
- にじいろカルテ 最終話（2021年3月18日、テレビ朝日） - 藤田浩二 役[33]
- 泣くな研修医（2021年4月24日 - 6月26日、テレビ朝日） - 滝谷すばる 役[34]
- ソロ活女子のススメ 第7話（2021年5月15日、テレビ東京） - 居酒屋の客 役[35]
- ひねくれ女のボッチ飯（2021年7月2日 - 8月20日、テレビ東京） - 白石一馬 役[36]
- 真犯人フラグ（2021年10月10日 - 2022年3月13日、日本テレビ） - 徳竹肇（ぷろびん） 役[37]
- 前科者 -新米保護司・阿川佳代-（2021年11月27日、WOWOW） - カズ 役
- 星新一の不思議な不思議な短編ドラマ『もてなし』（2022年7月19日、NHK BS4K・BSプレミアム）- 主演[38]
- ノンレムの窓 2022・秋「未来から来た男」（2022年10月9日、日本テレビ）[39]
- 差出人は、誰ですか?（2022年10月11日 - 12月16日、TBS） - 立花純太 役[40][41]
- イチケイのカラス 井出伊織、愛の記録 第3話（2023年1月11日、フジテレビ） - 土井潤 役
- 君と世界が終わる日に 入門編 完全新作SP（2023年3月19日、日本テレビ） - エース 役[42][43]
- 激突!合戦将棋「賤ヶ岳の戦い」（2023年4月20日、NHK大津 / 6月15日、NHK総合（関西地区） / 8月3日、NHK総合（全国）） - 羽柴秀吉 役
- 家康と三成のスマホ（2023年9月5日 - 15日、NHK総合） - 主演・石田三成 役（安田顕とW主演）[44]
- THE TRUTH（2023年12月6日 - 27日、テレビ東京） - 柄本時生（本人） 役[45]
- 消せない「私」-復讐の連鎖-（2024年1月6日 - 3月30日、日本テレビ） - 綿貫健 役[46]
- 鬼平犯科帳（時代劇専門チャンネル） - 小野十蔵 役 
  - 鬼平犯科帳 本所・桜屋敷（2024年1月8日） [47]
  - 鬼平犯科帳 でくの十蔵（2024年6月8日）[47][48]
  - 鬼平犯科帳 血頭の丹兵衛（2024年7月6日）[47][48]
- PORTAL-X 〜ドアの向こうの観察記録〜（2024年1月12日 - 3月1日、WOWOW） - 主演・カイフ 役（伊藤万理華とW主演）[49][50]
- 舟を編む 〜私、辞書つくります〜（2024年2月18日 - 4月21日、NHK BS・BSプレミアム4K） - ハルガスミツバサ 役[51]
- 錦糸町パラダイス〜渋谷から一本〜（2024年7月13日 - 9月28日、テレビ東京） - 今井裕樹 役[52]
- ベイビーわるきゅーれ エブリデイ!（2024年9月5日 - 11月21日、テレビ東京） - 日野彰 役 [53]
- 飯を喰らひて華と告ぐ 第12話「塩むすび」（2024年9月24日、TOKYO MX） - 山下 役[54]
- 藤子・F・不二雄 SF短編ドラマ シーズン3「ミラクルマン」（2025年3月25日、NHK BSプレミアム4K）[55]
- 三笠のキングと、あと数人（2025年4月25日 - 5月30日、北海道放送） - 主演・先輩 役（高杉真宙とW主演）[56][57]

### 映画
- Jam Films S すべり台（2005年）
- スクラップ・ヘブン（2005年）
- テニスの王子様（2006年5月13日） - 向日岳人 役
- 幽閉者・テロリスト（2007年）
- あしたの私のつくり方（2007年4月28日、日活） - 杉谷真 役
- 16（2007年）
- 奈緒子（2008年2月16日、日活） - 奥田公靖 役
- 俺たちに明日はないッス（2008年11月22日、スローライナー） - 主演・比留間 役
- きみの友だち（2008年7月26日、ビターズ・エンド） - 佐藤先輩 役
- フレフレ少女（2008年10月11日、松竹） - 遠藤譲二 役
- ホームレス中学生（2008年10月25日、東宝）
- アフロにした、暁には（2009年） - 主演・雄大 役
- 誰も守ってくれない（2009年1月24日、東宝）
- スラッカーズ（2009年5月30日、スタジオブルー） - 主演・木所十夢 役
- ガマの油（2009年6月6日、ファントム・フィルム）
- いけちゃんとぼく（2009年6月20日、角川映画） - 哲 役
- 蟹工船（2009年7月4日、IMJエンタテインメント） - 清水 役
- ワカラナイ Where are You?（2009年11月14日、ティ・ジョイ） - 木澤 役
- 時をかける少女（2010年3月13日、スタイルジャム） - 元宮悟 役
- 海の金魚（2010年4月10日、ティ・ジョイ） - ヨウスケ 役
- シーサイドモーテル（2010年6月5日、アスミック・エース） - チー坊 役
- アウトレイジ（2010年6月12日、ワーナー・ブラザース映画） - 大友組組員 役
- 雷桜（2010年10月22日、東宝） - 農民 役
- 信さん・炭坑町のセレナーデ（2010年11月27日、ゴールドラッシュ・ピクチャーズ） - 李英男（リー・ヨンナム） 役
- ノルウェイの森（2010年12月11日、東宝） - 突撃隊 役
- 太平洋の奇跡 -フォックスと呼ばれた男-（2011年2月11日、東宝） - 池上上等兵 役
- 学校をつくろう（2011年2月19日、ゴー・シネマ） - 駒井重格 役
- さや侍（2011年6月11日、松竹） - 門番 役
- ハードロマンチッカー（2011年11月26日、東映） - マサル 役
- 麒麟の翼 〜劇場版・新参者〜（2012年1月28日、東宝）
- RIVER（2012年、ギャンビット / トラヴィス） - 尾崎 役
- 不毛会議（2013年、CLIE） - 古河 役
- 謝罪の王様（2013年9月28日、東宝） - 助監督 役
- ジャッジ!（2014年1月11日） - カラオケ店の店員 役
- 愛の渦（2014年3月1日、クロックワークス）
- 超高速!参勤交代（2014年6月21日、松竹） - 増田弘忠 役
  - 超高速!参勤交代 リターンズ（2016年9月10日、松竹）
- 幕末高校生（2014年7月26日、東映） - 高瀬雅也 役
- ゴッドタン キス我慢選手権 THE MOVIE2 サイキックラブ（2014年10月17日、東宝） - トキオ 役
- 深夜食堂（2015年1月31日、東映） - 西田はじめ 役
- 家族ごっこ「鈴木ごっこ」（2015年8月1日） - ダン 役
- みんな!エスパーだよ!（2015年9月4日、GAGA） - ヤス　役
- 聖の青春（2016年11月19日、KADOKAWA） - 荒崎学 役
- 彼女の人生は間違いじゃない（2017年7月15日、GAGA） - 勇人 役
- 花筐/HANAGATAMI （2017年12月16日） - 阿蘇 役
- 増山超能力師事務所 激情版は恋の味（2018年3月31日） - 中井健 役
- 散り椿（2018年9月28日、東宝）
- サクらんぼの恋（2018年10月27日）
- めんたいぴりり（2019年1月18日、よしもとクリエイティブ・エージェンシー）–石毛 役
- 旅のおわり世界のはじまり（2019年6月14日、東京テアトル） - 佐々木 役[58]
- 宮本から君へ（2019年9月27日、スターサンズ・KADOKAWA） - 田島薫 役
- 屍人荘の殺人（2019年12月13日、東宝） - 七宮兼光 役
- 一度死んでみた（2020年3月20日、松竹） - 野畑製薬の社員 役
- 海辺の映画館―キネマの玉手箱（2020年7月31日、アスミック・エース） - 中岡慎太郎 役
- 記憶の技法（2020年11月27日） - 金魚屋の青年 役
- BLUE/ブルー（2021年4月9日、東映） - 楢崎剛 役[59]
- バイプレイヤーズ 〜もしも100人の名脇役が映画を作ったら〜（2021年4月9日、東宝） - 柄本時生 役[60][61]
- CUBE 一度入ったら、最後（2021年10月22日、松竹） - 最初の男 役[62]
- 映画 イチケイのカラス（2023年1月13日、東宝） - 土井潤 役[63]
- 宇宙人のあいつ（2023年5月19日、ハピネットファントム・スタジオ） - 真田詩文 役[64]
- PERFECT DAYS（2023年12月22日、 ビターズ・エンド）
- 鬼平犯科帳 血闘（2024年5月10日、松竹） - 小野十蔵 役[47][65]

### 吹き替え
- ムタフカズ -MUTAFUKAZ-（2018年） - ヴィンス 役[66]
- バーニング（2018年） - ジョンス 役[67]

### 劇場アニメ
- 果てしなきスカーレット（2025年11月21日公開予定、ソニー・ピクチャーズ エンタテインメント） - レアティーズ 役[68]

### 舞台
- 「ジョンとジョー」（2008年）
- 「友達」（2008年、シアタートラム）
- 「イリーニヤの兄弟」（2009年）
- 「ゴドーを待ちながら」（2011年、新国立劇場） - 使いの少年 役
- 「引き際」（2011年、赤坂レッドシアター）
- 東京乾電池35周年記念公演「ハムレット」（2012年）
- 「黄色い月」（2012年、下北沢ザ・スズナリ）
- 「露出狂」（2012年、パルコ劇場）
- 「不毛会議」（2013年、CBGKシブゲキ!!）
- ミュージカル「愛の唄を歌おう」（2014年）
- 「そして誰もいなくなった」（2014年、本多劇場）
- 「ゴドーを待ちながら」（2014年、下北沢ザ・スズナリ）
- 「赤鬼」（2014年、青山円形劇場）
- あうるすぽっと＋毛皮族共同プロデュース「じゃじゃ馬ならし」（2014年、あうるすぽっと） - ペトルーチオ 役
- 「イニシュマン島のビリー」（2016年） - バートリー役[69]
- 音楽劇「ダニー・ボーイ 〜いつも笑顔で歌を〜」（2016年） - ミッキー・岡田 役[70]
- M&Oplaysプロデュース「流山ブルーバード」（2017年12月8日 - 12月27日、本多劇場 / 2018年1月11日、島根県民会館 大ホール / 1月13日 - 1月14日、大阪サンケイホールブリーゼ /1月16日、広島JMSアステールプラザ / 1月18日、 静岡浜松市浜北文化センター /1月20日 - 21日、大田区民プラザ 大ホール）[71]
- 劇団た組。「心臓が濡れる」（2018年7月5日 - 16日、すみだパークスタジオ倉）[72]
- 舞台「泣くロミオと怒るジュリエット｣
  - Bunkamura Production 2025「泣くロミオと怒るジュリエット2025」（2025年7月6日 - 28日、THEATER MILANO-Za / 8月2日 - 11日、森ノ宮ピロティホール）[73]
- COCOON PRODUCTION 2022 NINAGAWA MEMORIAL『パンドラの鐘』（2022年6月6日 - 6月28日、シアターコクーン / 7月2日 - 7月5日、森ノ宮ピロティホール） - イマイチ 役[74]
- PARCO劇場開場50周年記念シリーズ「ひげよ、さらば」（2023年9月9日 - 9月30日、PARCO劇場 / 10月4日 - 10月9日、COOL JAPAN PARK OSAKA WWホール） - 片目 役[75]
- 帰れない男〜慰留と斡旋の攻防〜（2024年4月13日 - 5月6日、本多劇場）[76]
- M＆Oplaysプロデュース「峠の我が家」（2024年10月25日 - 11月17日、本多劇場）[77]

### 語り
- 応援ドキュメント 明日はどっちだ（NHK総合、2012年） - ナレーション
- おはなしのくに 2018年度（第3回）「うらしまたろう」（2018年5月14日・21日、NHK Eテレ） - ナレーション[78]
- ザ・ノンフィクション 『なんもしないボクを貸し出します ～「レンタルなんもしない人」の夏～』（2019年9月15日、フジテレビ） - ナレーション
- 今夜の旅はドラマチック「リスボン“食”を巡る冒険」（2019年9月24日、NHK BSプレミアム） - ナレーション

### 配信ドラマ
- 少女には向かない職業（GyaO、2006年）
- 三井のリハウス「青空の記憶」（三井不動産販売、2007年）
- 世界一即戦力な男（フジテレビ+、2014年） - 主演・菊池良 役
- 会社は学校じゃねぇんだよ（AbemaTV、2018年）堀田貴之 役
- 東京BTH〜TOKYO BLOOD TYPE HOUSE〜 第1話（Amazonプライム・ビデオ、2018年）[79]
- 全裸監督 (2019年8月8日全話配信、Netflix) - 三田村康介 役
  - 全裸監督2（2021年6月24日 全話配信、Netflix）
- 【大人の力】簡単な｢子供のおもちゃ｣をガチ練習して無双したいんだ！（2021年12月26日配信、YouTube/東海オンエア）徳竹肇（ぷろびん） 役
- 新聞記者（2022年1月13日配信、Netflix）- 佐藤大樹 役
- 忍びの家 House of Ninjas（2024年2月15日配信予定、Netflix） - 沖正光 役[80]
- ショートドラマ『GLAY Back To The Pops “Albumovie”』（2024年10月10日配信、GLAY公式YouTubeチャンネル）[81]

### ラジオ
- FMシアター （NHK-FM）
  - みちばたのはな（2011年1月29日） - 藤村聡 役[82]
  - 同じ空の下（2014年11月8日） - 桜井陽介 役[83]
  - 仮想郵便局（2020年8月29日） - 森一馬 役[84]
- 岡田惠和 今宵、ロックバーで〜ドラマな人々の音楽談義〜　第171回（2015年10月17日、NHK-FM）[85]

### ミュージックビデオ
- amazarashi 未来になれなかったあの夜に（2019年11月20日）
- マカロニえんぴつ 「なんでもないよ、」（2021年11月3日）
- スキマスイッチ 「されど愛しき人生」（2021年11月24日）

### CM
- 三井のリハウス（三井不動産販売、2007年）
- ソフトバンクモバイル ホワイト学割 白戸家「学生に説明」篇（2008年）
- ファブリーズ（P&G、2008年）
- プロミス（NEW UNIT “PROMISE”デビュー・プロジェクト、2014年）
- NTTソルマーレ「コミックシーモア」（2022年） - 竹内涼真、中条あやみと共演[86]
- サントリー「ビアボール」（2022年） - 黒島結菜、渡邊圭祐と共演[87]

## 書籍

### 雑誌連載
- STUDIO VOICE 「柄本佑と時生の話はそこで終わらせろ」（2009年4月 - 2009年9月号、INFASパブリケーションズ）